# Rhyacophila armeniaca
Rhyacophila armeniaca är en nattsländeart som beskrevs av Guérin-Méneville 1843. Rhyacophila armeniaca ingår i släktet Rhyacophila och familjen rovnattsländor. Inga underarter finns listade i Catalogue of Life.